# 海老原詩織
海老原詩織（日语：／ Ebihara Shiori，1998年7月14日—），日本女子羽毛球運動員。栃木縣小山市出生，畢業於小山第二中学校及作新学院高校。2017年4月加入日本Unisys株式會社，並為旗下羽毛球部的成員，隊員編號為3號。2022年4月1日，離開日本Unisys，加入昭和電工。

## 簡歷
2018年7月，海老原詩織出戰俄羅斯羽毛球公開賽，打進女子單打比賽準決賽。

## 主要比賽成績
只列出曾進入準決賽的國際賽事成績：
| 年份   | 賽事                     | 公開賽級別 | 項目     | 成績   |
| ------ | ------------------------ | ---------- | -------- | ------ |
| 2016年 | 亞洲青年羽毛球錦標賽     | 其他       | 混合團體 | 季軍   |
| 2016年 | 世界青年羽毛球錦標賽     | 其他       | 混合團體 | 季軍   |
| 2018年 | 俄羅斯羽毛球公開賽       | 超級100賽  | 女子單打 | 亞軍   |
| 2019年 | 雪梨羽毛球國際賽         | 國際系列賽 | 女子單打 | 亞軍   |
| 2022年 | 馬爾代夫羽毛球國際挑戰賽 | 國際挑戰賽 | 女子單打 | 準決賽 |
| 2024年 | 巴林羽毛球國際系列賽 II  | 國際系列賽 | 女子單打 | 亞軍   |
| 2025年 | 墨西哥羽毛球國際挑戰賽   | 國際挑戰賽 | 女子單打 | 亞軍   |

| 2007-2017年 | 首要超級賽 | 超級賽 | 黃金大獎賽 | 大獎賽 | 國際挑戰賽 | 國際系列賽 | 未來系列賽 | 其他 |

| 2018-2026年 | 總決賽 | 超級1000賽 | 超級750賽 | 超級500賽 | 超級300賽 | 超級100賽 | 國際挑戰賽 | 國際系列賽 | 未來系列賽 | 其他 |